# Georg Fritze
Georg Fritze (1 d'agost de 1874, Magdeburg - 3 de gener de 1939, Colònia) fou un teòleg i pastor protestant, socialista i antifeixista.

## Biografia
Estudià teologia evangèlica a Halle (Saxònia-Anhalt) i Marburg. Obtingué el seu primer títol en teologia el 1896 a Halle i el segon el 1898 a Magdeburg. Prestà el servei militar entre el 1889 i el 1890. Posteriorment fou assistent de pastor, i més tard "segon pastor" a l'església Missió Belga de Charleroi, en la qual fou ordenat el 30 de setembre del 1900. Després de quatre anys tornà a l'església prussiana provincial de Saxònia, on feu les tasques de vicari. Un any després fou escollit com pastor de la ciutat de Nordhausen. El 1905 es casà amb Catherine Havela, holandesa de Haarlem, amb qui tingué quatre fills.
L'abril del 1916 acceptà l'elecció com pastor de l'església de la Trinitat a Colònia. Entre el 15 i el 19 de gener del 1919 parlà a la Sala Gürzenich de Colònia, totalment plena, sobre un tema poc usual en l'època: Església i Socialdemocràcia. Georg Fritze exigí acabar amb l'hostilitat de l'Església contra el moviment obrer i criticà alhora l'enemistat del Partit Socialdemòcrata d'Alemanya amb la religió. Seguint aquestes idees, juntament amb alguns pastors i un grup de treballadors religiosos interessats en donar suport a les reivindicacions dels obrers, fundà el 9 de març del 1920 una Associació de Religiosos Socialistes. Fritze fou així com Christoph Blumhardt, qui el 1899 hagué de renunciar al pastorat per les seves idees, i amb Erwin Eckert i Emil Fuchs, un dels primers pastors que a Alemanya foren coneguts com a socialistes.
El setembre del 1919 Fritze acudí a la reunió dels teòlegs evangèlics Tambacher, de la qual sorgí l'anomenada als anys 20 Teologia Dialèctica i arribà a conèixer-hi, entre d'altres, Karl Barth, qui més tard fou, com Fritze i fins a la seva expulsió d'Alemanya, un dels pastors evangèlics socialdemòcrates. A partir d'aquí Fritze virà de la teologia liberal envers la teologia dialèctica.
Des dels anys 20 Fritze també promogué l'ordenació de dones, i almenys quatre dones completaren, guiades per ell, llur temps com vicàries, la qual cosa aleshores era completament inusual. El 1928 Fritze fou el primer pastor a restaurar l'Església Cartoixa de Colònia.
El desembre del 1930, a l'Associació de Religiosos Socialistes de Colònia es debatia sobre la qüestió de la violència en la resistència contra el nazisme. Temien que "les batalles poden estar a prop" i s'hi discutí la possibilitat d'acomplir amb el principi de la no-violència, o si s'havien de preparar per a la violència.
A partir del 1933 s'exacerbaren a Colònia els conflictes creats pel creixent nombre dels anomenats Deutsche Christen que donaven suport als nazis. Fritze contribuí el 1934 a la fundació de l'Església Confessant que, encara que al principi aconseguí oposar-se a la centralització estatal de les esglésies, no va poder impedir, tanmateix, l'apropiació nazi de l'església des del 1935, amb la tàctica de copar els comitès eclesials a les eleccions de base, aprofitant la capacitat que ja havia aconseguit el nazisme per imposar-se en tota votació que s'efectués a Alemanya. Hom demanà a Fritze que es distanciés del socialisme i cedir a les peticions dels nazis.
El 1938 se li exigí un jurament de lleialtat a Adolf Hitler. En negar-s'hi, fou destituït de pastor el 17 d'octubre del 1938. La seva salut es deteriorà severament a conseqüència d'aquests enfrontaments. El 3 de gener del 1939 morí d'insuficiència cardíaca després d'una apoplexia.